# Station Hjørring
Station Hjørring is een station in Hjørring, Denemarken en ligt aan de lijnen Aalborg - Frederikshavn en Hjørring - Hirtshals. Tussen 1942 en 1963 lag het ook aan de lijn Hjørring - Aabybro en tussen 1942 en 1953 aan de lijn Hjørring - Hørby.